# سعيد القرني
سعيد القرني مواليد نخال ( تهامة بلقرن )3 فبراير 1989 في، السعودية، هو لاعب كرة قدم سعودي.
كانت بداياته مع نادي وج و انتقل إلى الحزم و في عام 2017 و انتقل إلى نادي العين في 2018 .

## روابط خارجية
- سعيد القرني على موقع قاعدة بيانات كرة القدم.إي يو (الإنجليزية)
- سعيد القرني على موقع Soccerway.com (الإنجليزية)